# Joseph Pernet-Ducher
Pour les articles homonymes, voir Pernet et Ducher.

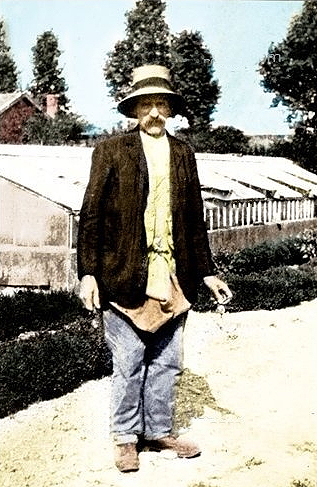
Joseph Pernet-Ducher.

Joseph Pernet-Ducher, né le 6 juin 1859 à Lyon 3e (Rhône) et mort le 23 novembre 1928, est un pépiniériste rosiériste français. Issu d'une famille de pépiniéristes de Villeurbanne, près de Lyon, il va poursuivre toute sa vie le rêve de créer une variété de roses jaunes, considérées comme le saint Graal des rosiéristes. 

## Biographie

### Vie personnelle
Fils de Jean-Claude Pernet, lui-même pépiniériste rosiériste, et petit-fils de Claude Pernet, fondateur de la pépinière familiale en 1845, Joseph constitue la troisième génération de pépiniéristes rosiéristes. En 1879, il commença son apprentissage à la pépinière Ducher de Lyon, auprès de son père considéré comme l'un des premiers obtenteurs de roses. En 1882, il épousa Marie Ducher, la fille du propriétaire de la pépinière, et adopta le nom de Joseph Pernet-Ducher, signifiant ainsi l'« hybridation » symbolique de leurs deux entités.
Leurs deux fils, Claudius et Georges, moururent tous deux sur le champ de bataille de la Première Guerre mondiale. En hommage à ses fils, il créa le cœur brisé les rosiers 'Souvenir de Claudius Pernet' et 'Souvenir de Georges Pernet'.

### Travaux

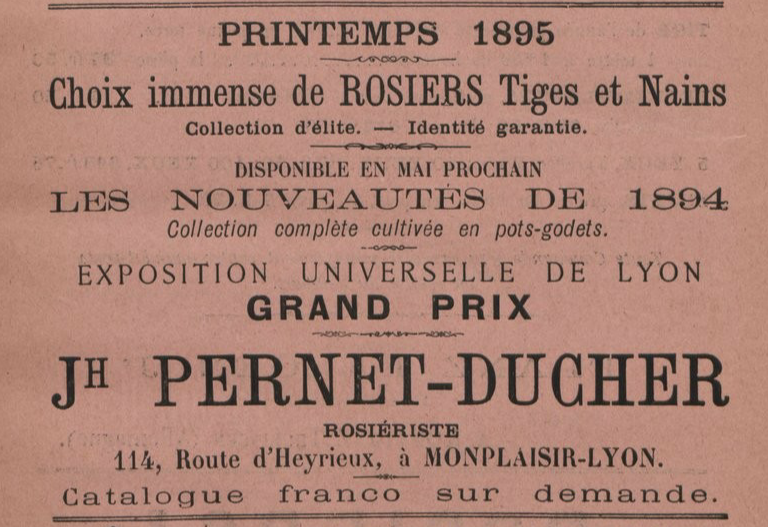
Publicité des établissements Pernet-Ducher.

Considéré comme le producteur le plus prolifique au monde avec la création d'une centaine de variétés chaque année , Joseph Pernet-Ducher obtint, en effet, un nombre exceptionnel de rosiers. Il avait beaucoup de concurrence, puisque, entre 1840 et 1924, il n'y avait pas moins de trente-six spécialistes qui travaillaient  aux alentours de Lyon à obtenir six cents variétés nouvelles . En 1880, l’un de ses premiers cultivars de roses fut celui baptisé 'Madame Caroline Testout', du nom d'une couturière de Paris qui, pour l'ouverture de sa succursale de Londres, lui demanda de créer une rose à son nom. Ce sera l’une des roses les plus vendues au monde et, dans les années 1920, la ville de Portland aux États-Unis en planta des dizaines de milliers dans les parcs, jardins et en bordure des rues de la ville. 
En 1887, Joseph Pernet-Ducher et son père commencèrent à développer des roses jaunes à partir du rosier fétide, appelé aussi Rosa fœtida. Après la mort de son père, en 1896, Joseph Pernet-Ducher continua ses expérimentations et se forgea une solide réputation au niveau mondial, essentiellement à partir de 1898 avec la création de  'Soleil d’Or', l'ancêtre de toutes les roses jaunes modernes , dont 'Rayon d'Or' en 1910, et notamment de la rose appelée 'Madame Antoine Meilland' ou 'Peace' dans les pays anglophones, introduite par Meilland en 1945. De 1888 à 1892, César Chambard travaille pour la famille Pernet.
En 1898, Joseph Pernet-Ducher s’installa à Vénissieux-Parilly au 114 de la route d'Heyrieux. En 1900, il créa 'Soleil d’Or', rosier-buisson qui lui valut de nombreuses récompenses. Une délégation de rosiéristes présidée par Pierre Guillot, le fils du célèbre pépiniériste Jean-Baptiste Guillot, le considéra comme une nouvelle espèce et proposa de l'appeler 'Rosa pernetiana - Soleil d’Or'. Aux fleurs de couleur jaune orangé virant au saumon, dû au croisement d'un hybride de thé avec Rosa foetida, ce fut le premier des rosiers pernettia à être classé dans les hybrides de thé.

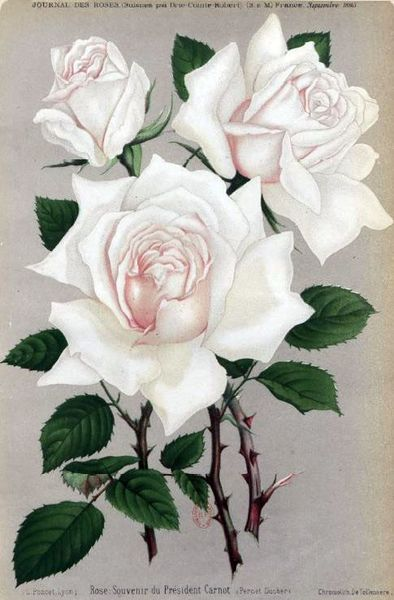
'Souvenir du Président Carnot', hybride de thé 1894.

Entre 1907 et 1925, Joseph Pernet-Ducher remporta treize fois la médaille d'or au Concours international de roses nouvelles de Bagatelle, tenu à Paris. Deux de ses plus grands succès internationaux furent 'Madame Édouard Herriot' (1913) puis 'Angèle Pernet' (1924). Surnommé le « magicien de Lyon »  par les anglo-saxons, il fut nommé membre d'honneur de l'American Rose Society. En l'absence d'héritier, il céda l'entreprise à Jean Gaujard en 1924 dont la pépinière à Feyzin devint une succursale des établissements Pernet-Ducher.  

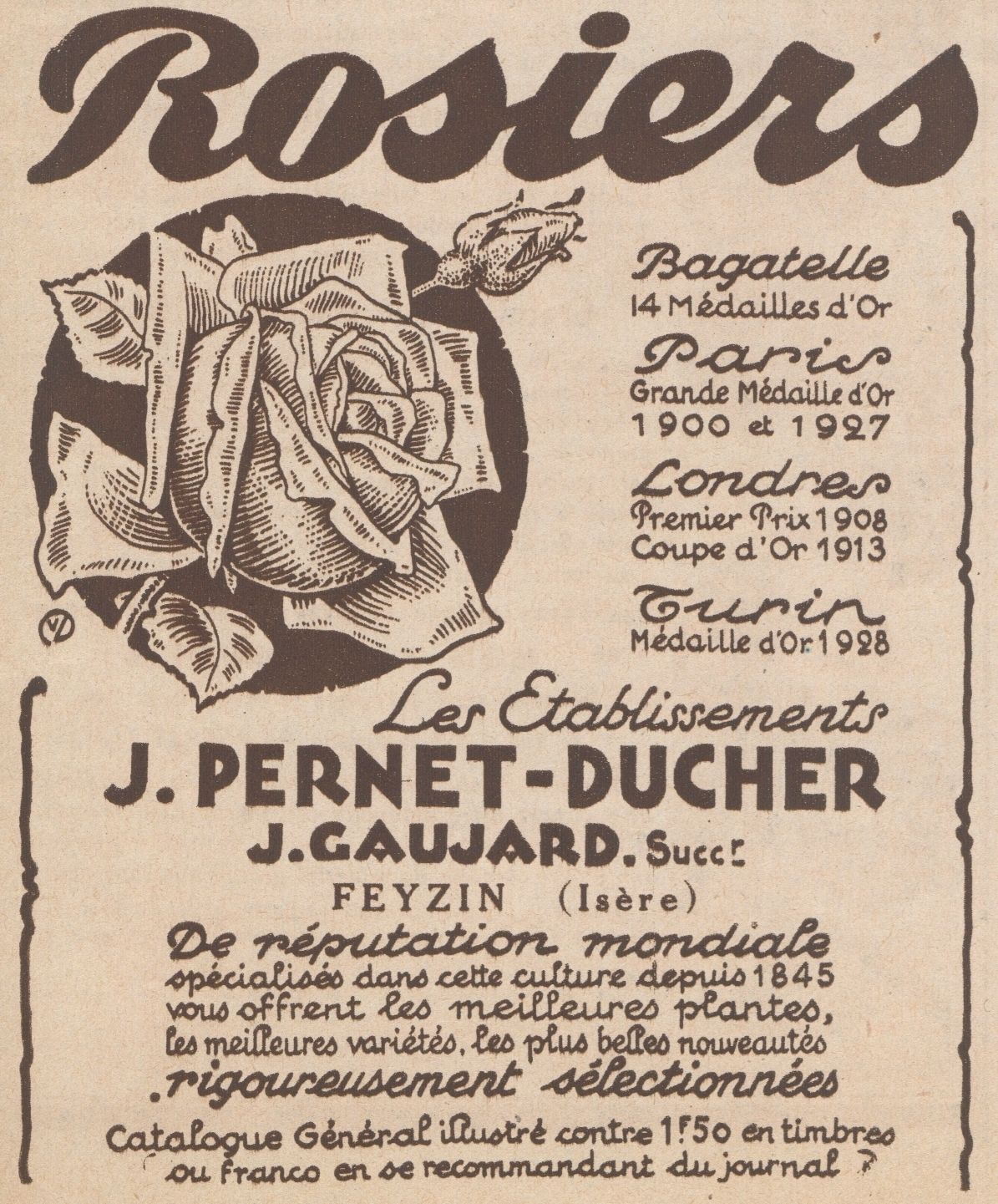
Publicité pour les établissements Pernet-Ducher, en 1930, du temps de J. Gaujard.
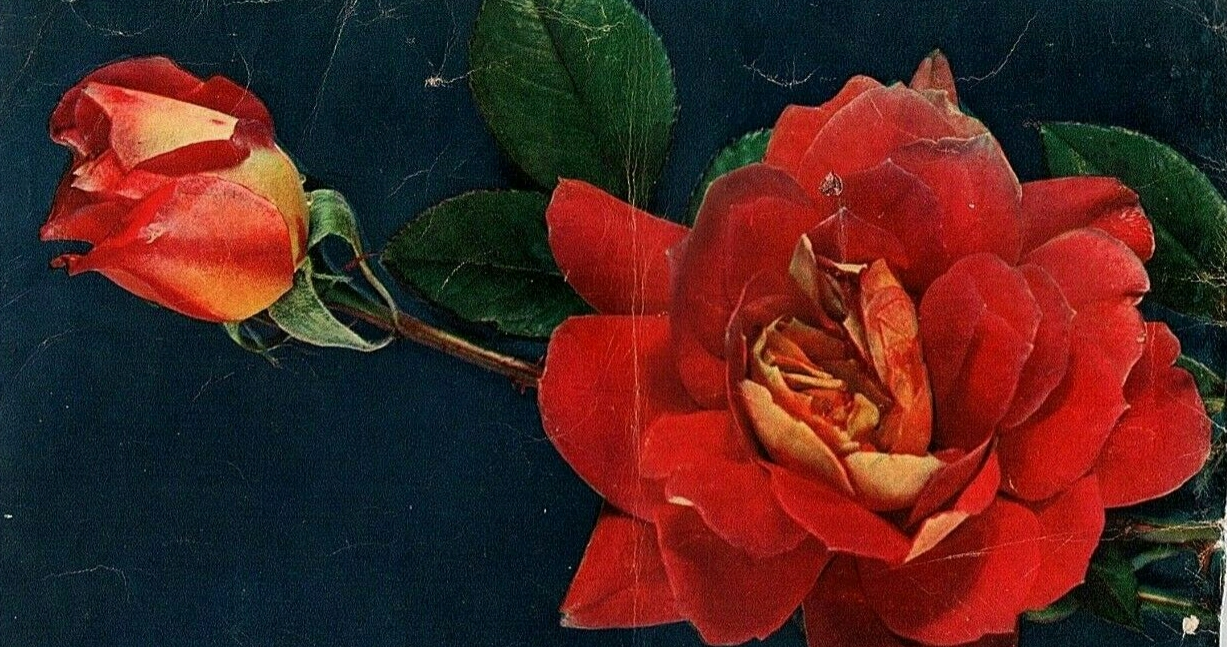
'Reine Astrid' obtenue avant 1928 et introduite en 1937.
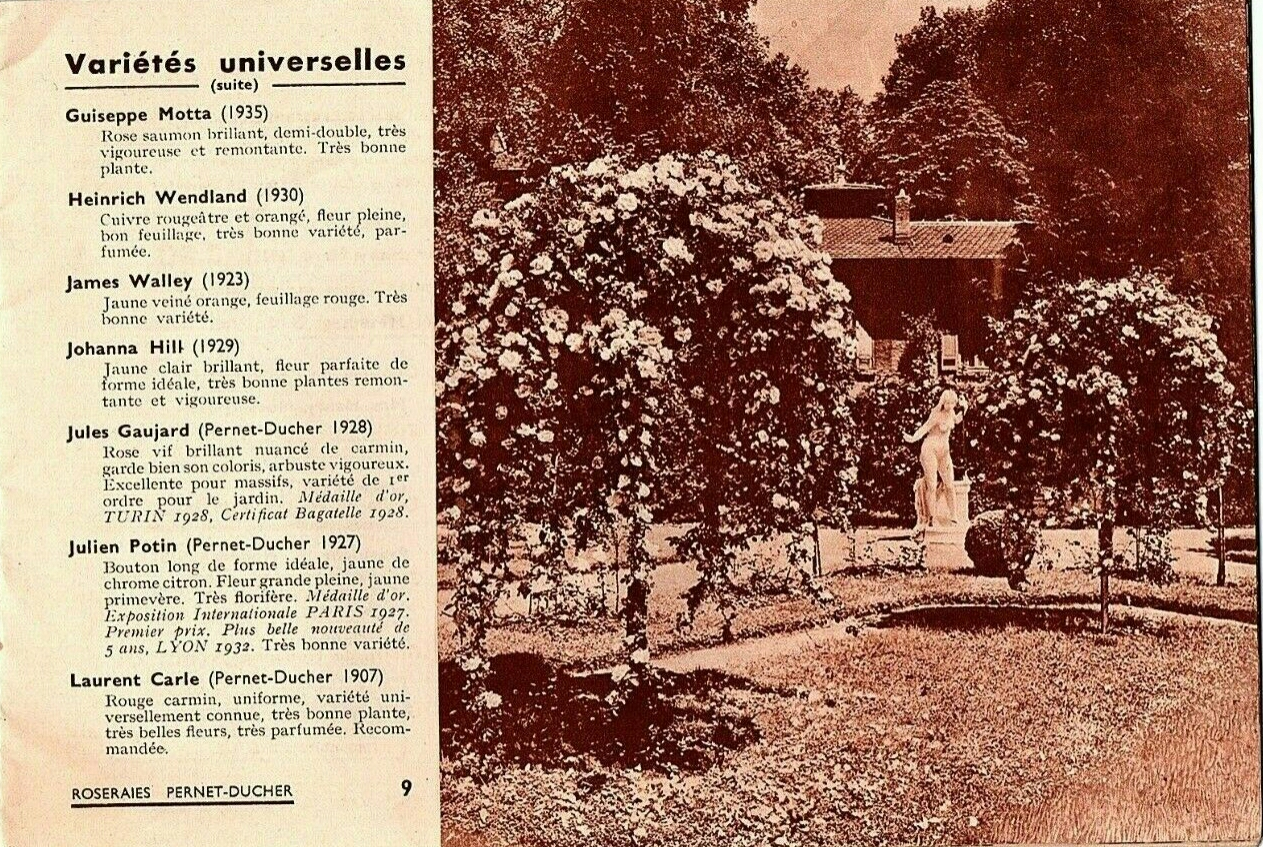
Extrait du catalogue de 1937.

Parmi ses créations les plus célèbres, on peut citer :  

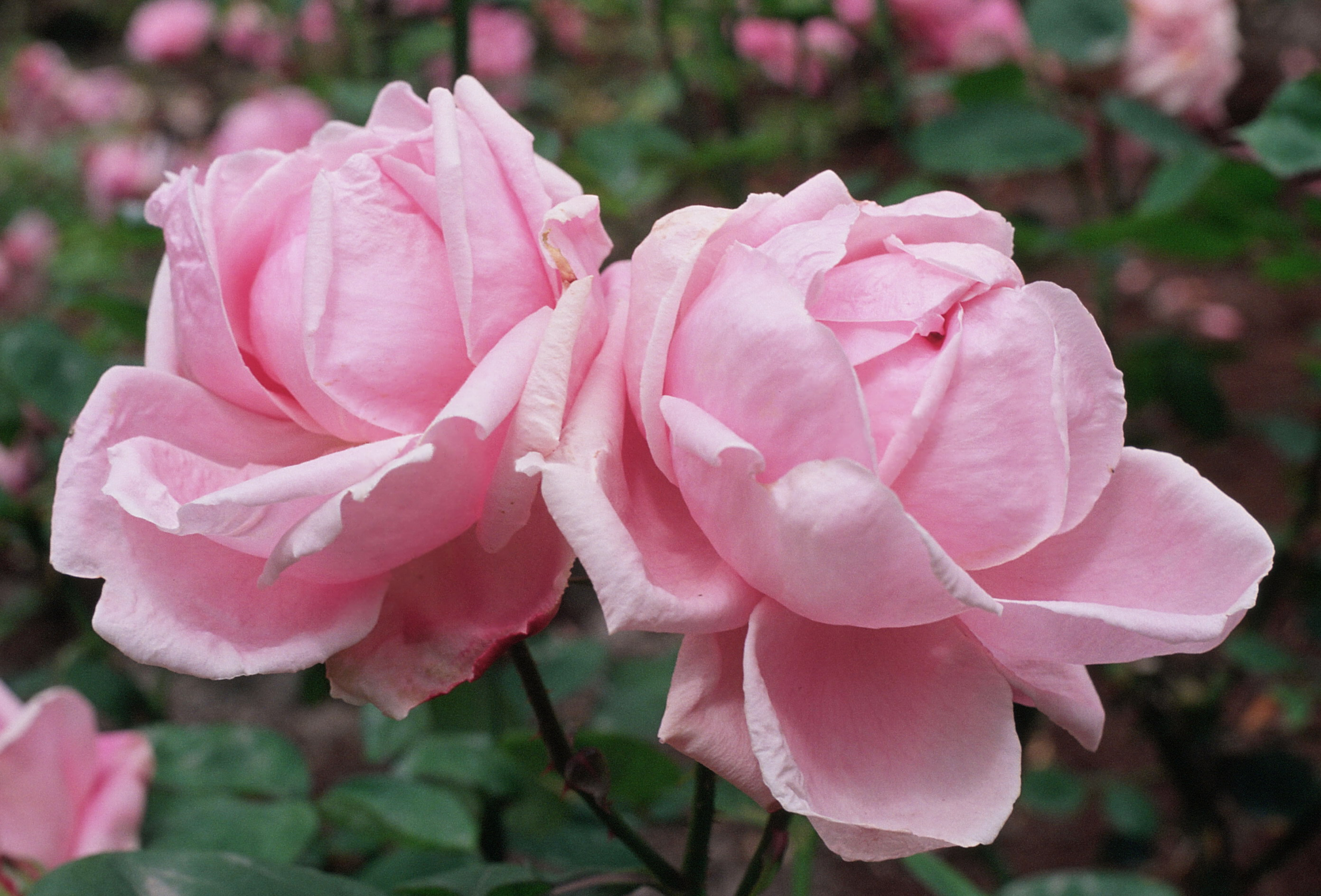
Rose 'Madame Caroline Testout' (hybride de thé) 1890

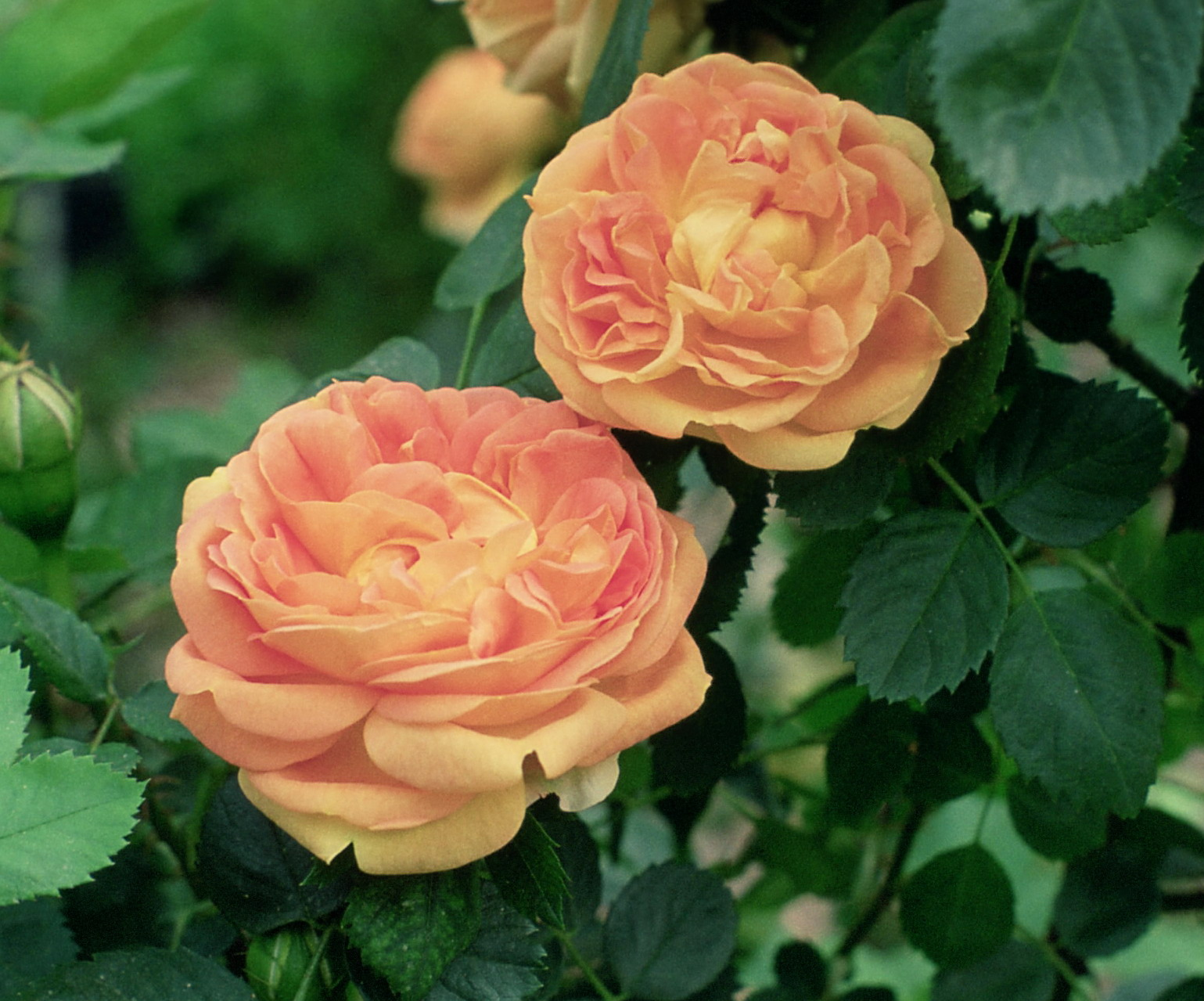
Rose 'Soleil d'Or' - (Pernetiana) 1900

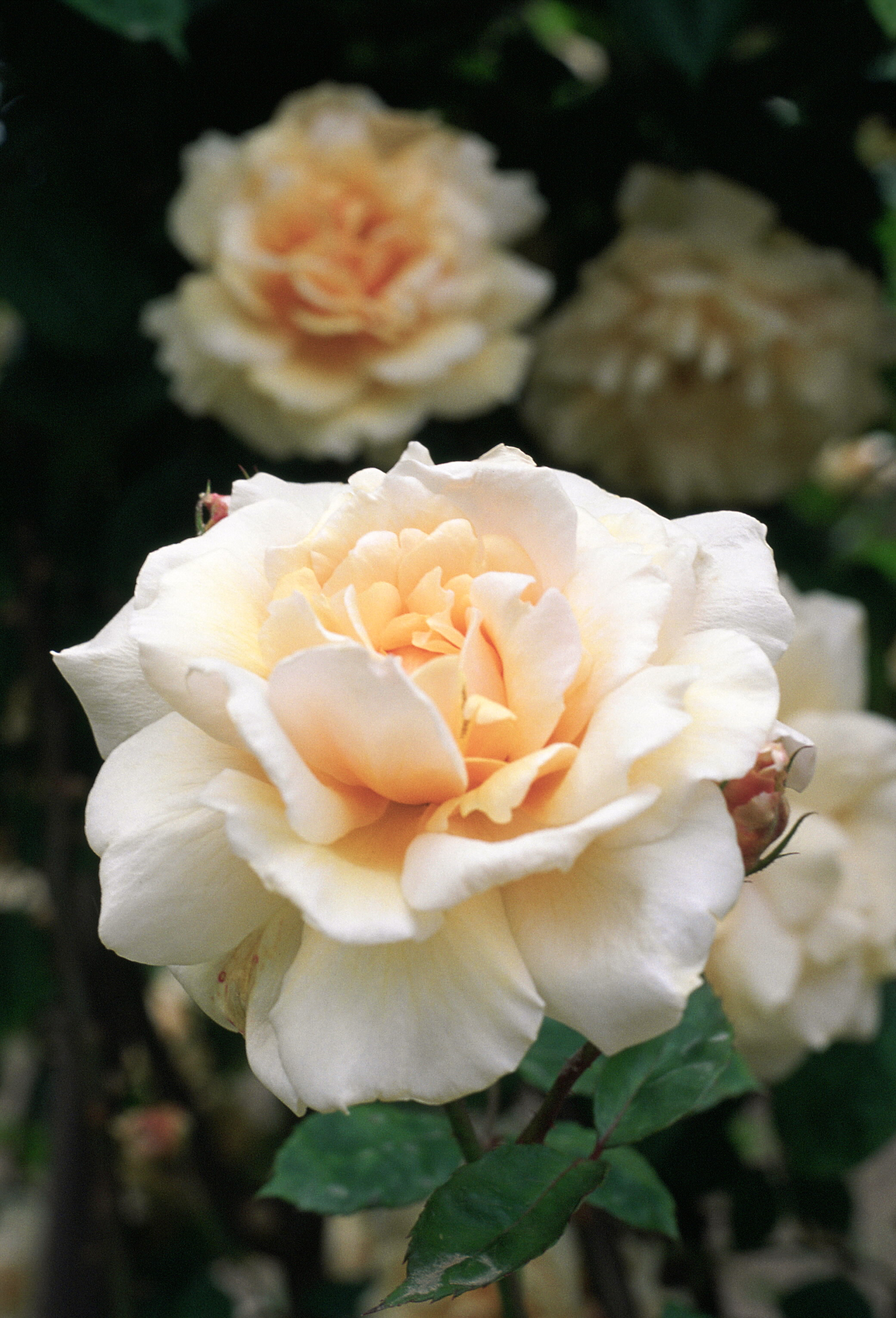
Rose 'Mrs Aaron Ward' (hybride de thé) 1907

- 'Cécile Brünner', présentée par Joseph Pernet-Ducher en 1881
- 'Madame Caroline Testout' - (hybride de thé) 1890
- 'Beauté inconstante' - (thé) 1892
- 'Souvenir du Président Carnot'  - (hybride de thé) 1894
- 'Antoine Rivoire'  - (hybride de thé) 1895
- 'Madame Abel Chatenay'  - (hybride de thé) 1894
- 'Madame Ravary'  - (Pernetiana) 1899
- 'Prince de Bulgarie'  - (hybride de thé) 1900
- 'Soleil d'Or' (Pernetiana) 1900
- 'Étoile de France'  - (hybride de thé) 1904
- 'Lyon Rose' - (Pernetiana) 1907
- 'Mrs Aaron Ward'  - (hybride de thé) 1907
- 'Château de Clos-Vougeot' - (hybride de thé) 1908
- 'Mrs Arthur Robert Waddell'  - (hybride de thé) 1908
- 'Rayon d'Or' - (hybride de thé) 1910
- 'Sunburst' - (Pernetiana) 1912
- 'Louise Catherine Breslau', 1912. Ce rosier buisson[8] fort recherché rend hommage à la peintre Louise Catherine Breslau
- 'Madame Édouard Herriot' (ou 'Daily Mail Rose') - (hybride de thé) 1913
- 'Admiral Ward' - (hybride de thé) 1915
- 'Souvenir de Claudius Pernet' - (hybride de thé) 1920
- 'Étoile de Feu'  - (Pernetiana) 1921
- 'Souvenir de Georges Pernet' - (Pernetiana) 1921
- 'Souvenir de Madame Boullet' - (hybride de thé) 1921
- 'Toison d'Or' - (hybride de thé) 1921
- 'Mrs Herbert Stevens' - (hybride de thé grimpant) 1922
- 'Angèle Pernet' - (hybride de thé) 1924
- 'Ville de Paris' - (Pernetiana) 1925
- 'Cuba' - (Pernetiana) 1926
- 'Julien Potin' - (hybride de thé) 1927

## Obtentions par ordre alphabétique
Selon le site HelpMeFind :
- 'Adèle de Bellabre' (rosier thé, 1888)
- 'Admiral Ward' (hybride de thé, 1915)
- 'Ambrogio Maggi', (hybride remontant, 1879)
- 'Amélie de Béthune' (hybride de thé, 1924)
- 'André Gamon' (hybride de thé, 1908)
- 'Andrée Roux' (hybride de thé, 1927)
- 'Angèle Pernet' (hybride de thé, 1924)
- 'Antoine Rivoire' (hybride de thé, 1895)
- 'Aspirant Marcel Rouyer' (hybride de thé, 1919)
- 'Beauté Inconstante' (Noisette, 1887)
- 'Beauté de Lyon' (pernetiana, 1910)
- 'Beauté Lyonnaise (hybride de thé, 1895)
- 'Belle Cuivrée' (pernetiana, 1924)
- 'Bénédicte Seguin' (hybride de thé, 1918)
- 'Billard et Barré' (rosier thé, 1898)
- 'Capitaine Georges Dessirier' (hybride de thé, 1919)
- 'Charles de Legrady' (rosier thé, 1884)
- 'Château de Clos-Vougeot' (hybride de thé, 1908)
- 'Cissie Easlea'
- 'Colonel Leclerc'
- 'Comte H. de Choiseul'
- 'Comte Henri Rignon' (hybride de thé, 1888)
- 'Comtesse de Breteuil'
- 'Constance' (pernetiana, 1915)
- 'Cuba' (pernetiana, 1926)'
- 'Édouard Gautier'
- 'Élégante' (hybride de thé, 1918)
- 'Entente Cordiale' (hybride de thé, 1909)
- 'Étienne Rebeillard'
- 'Étoile de Feu' (hybride de thé, 1921)
- 'Étoile de France' (hybride de thé, 1903)
- 'Étoile d'Or' (hybride de thé, 1931)
- 'Eugène Boullet' (hybride de thé, 1910)
- 'Ferdinand Batel' (hybride de thé, 1896)
- 'Ferdinand Chaffolte'
- 'Ferdinand Jamin' (hybride de thé, 1896)
- 'Franklin' (hybride de thé, 1918)
- 'Georges Chesnel'
- 'Georges Pernet'
- 'Gustave Piganeau' (hybride remontant, 1889)
- 'Gustave Régis'
- 'Instituteur Sirdey'
- 'Jean C.N. Forestier'
- 'Jean Noté'
- 'Joseph Hill'
- 'Joseph Pernet d'Annemasse'
- 'Jules Gaujard' (1928)
- 'Julien Potin'
- 'Kidwai'
- 'La Fraîcheur' (hybride de thé, 1891)
- 'Laurent Carle' (hybride de thé, 1907)
- 'Lawrence Johnson' (grimpant, 1905)
- 'Le Progrès'
- 'Le Rêve' (hybride de thé, 1923)[10]
- 'Léon Chenault'
- 'Lieutenant Chauré'
- 'L'Innocence'
- 'Louise-Catherine Breslau'
- 'Lucile Rand'
- 'Lyon Rose' (pernetiana, 1905)
- 'Madame Abel Chatenay' (hybride de thé, 1894)
- 'Madame Cadeau Ramey'
- 'Madame Caristie Martel'
- 'Madame Caroline Testout' (hybride de thé, 1890)
- 'Madame Charles de Luze'
- 'Madame Charles Lutaud'
- 'Madame Colette Martinet'
- 'Madame Edmond Gillet'
- 'Madame Edmond Rostand'
- 'Madame Édouard Herriot' (hybride de thé, 1913)
- 'Madame Eugénie Boullet'
- 'Madame Hector Leuillot'
- 'Madame Henri Paté'
- 'Madame Henri Queuille'
- 'Madame Jenny Gillemot'
- 'Madame Joseph Godier' (thé, 1887)
- 'Madame Lucien Baltet' (hybride de thé, 1911)[11]
- 'Madame Maurice de Luze' (hybride de thé, 1907)
- 'Madame Méha Sabatier' (hybride de thé, 1916)
- 'Madame Mélanie Soupert' (hybride de thé, 1905)
- 'Madame Nicolas Aussel'
- 'Madame Paul Olivier' (hybride de thé, 1903)
- 'Madame Pernet-Ducher' (hybride de thé, 1891)
- 'Madame Philippe Rivoire'
- 'Madame Ravary' (hybride de thé, 1899)
- 'Madame Théodore Delacourt'
- 'Mademoiselle Alice Furon' (hybride de thé, 1896)
- 'Mademoiselle Bertha Ludi' (polyantha, 1891)
- 'Mademoiselle Germaine Caillot' (hybride de thé, 1887)[12]
- 'Mademoiselle Germaine Trochon' (hybride de thé, 1893)
- 'Mademoiselle Hélène Gambier' (hybride de thé, 1895)
- 'Mademoiselle Pauline Bersez' (hybride de thé, 1901)
- 'Mademoiselle Simone Beaumez' (hybride de thé, 1907)
- 'Maison Pernet-Ducher' (pernetiana, 1928/1934)
- 'Maneca' (hybride de thé, avant 1928/1929)
- 'Marquise de Sinéty' (hybride de thé, 1906)
- 'Marquise Litta de Breteuil' (hybride de thé, 1893)
- 'Monsieur Bunel' (hybride de thé, 1899)
- 'Monsieur Paul Lédé' (hybride de thé, 1902)
- 'Mrs Aaron Ward' (hybride de thé, 1907)
- 'Mrs Arthur Robert Waddell' (hybride de thé, 1908)
- 'Mrs Beckwith' (pernetiana, 1922)
- 'Mrs Bullen'
- 'Mrs Farmer'
- 'Mrs T. Hillas'
- 'Olympiad' (hybride de thé, 1931)
- 'Président Bouché'
- 'Président Chérioux'
- 'Président Vignet' (hybride de thé, 1911)[11]
- 'Prince de Bulgarie' (hybride de thé, 1900)
- 'Professeur Déaux'
- 'Raymond'
- 'Rayon d'Or' (pernetiana, 1910)
- 'Reine Astrid' (hybride de thé, 1928/1937)[13]
- 'Renée Wilmart-Urban' (hybride de thé, 1907)
- 'Révérend Williamson'
- 'Rhodophile Gravereaux' (pernetiana, 1888/1900)
- 'Roi Alexandre'
- 'Rose d'Amour' (hybride de thé, 1928)
- 'Rosella Sweet'
- 'Rudolph Valentino'
- 'Sénateur Belle'
- 'Sénateur Mascuraud' (hybride de thé, 1909)[14]
- 'Serge Basset' (hybride de thé, 1918)[14]
- 'Séverine' (hybride de thé, 1918)
- 'Simone de Chevigné'
- 'Soleil d'Or' (hybride de thé, 1900)
- 'Souvenir de Claudius Pernet' (hybride de thé, 1920)
- 'Souvenir de Clermonde' (hybride de thé, 1925)[15]
- 'Souvenir de George Beckwith' (pernetiana, 1919)
- 'Souvenir de Georges Pernet' (hybride de thé, 1921)
- 'Souvenir de Gustave Prat' (hybride de thé, 1910)
- 'Souvenir de Madame Boullet' (hybride de thé, 1921)
- 'Souvenir de Madame Eugène Verdier' (hybride de thé, 1894)
- 'Souvenir du Président Carnot' (hybride de thé, 1894)[16]
- 'Sunburst' (hybride de thé, 1911)
- 'Toison d'Or' (hybride de thé, 1921)
- 'Totote Gélos' (hybride de thé, 1915)
- 'Ville de Paris' (pernetiana, 1925)
- 'Violoniste Émile Lévêque' (hybride de thé, 1897)
- 'Viscountess Enfield' (pernetiana, 1910)[17]
- 'Willowmere' (hybride de thé, 1913)

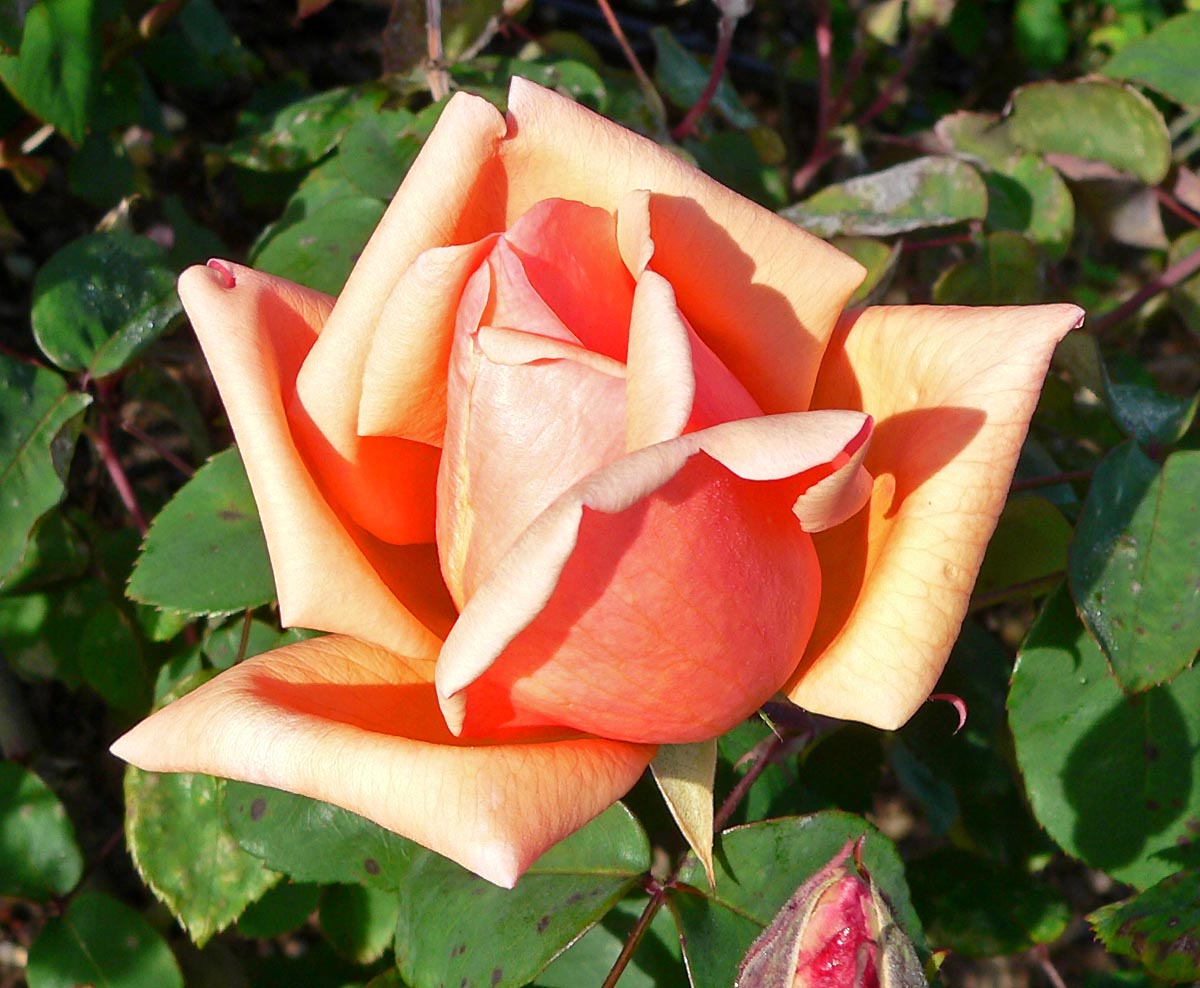
'Madame Abel Chatenay', < 1894
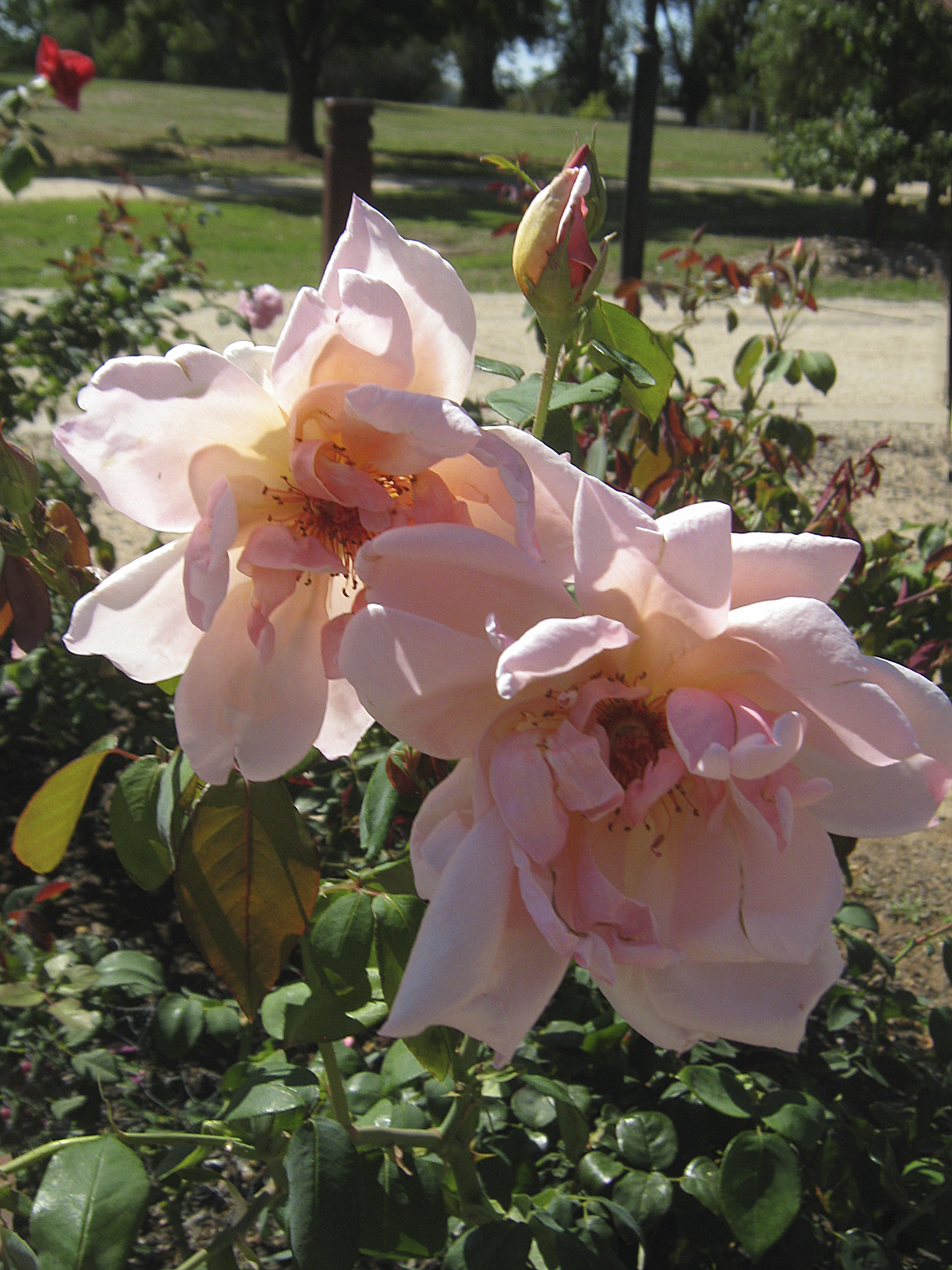
'Mrs Arthur Robert Waddell', 1908
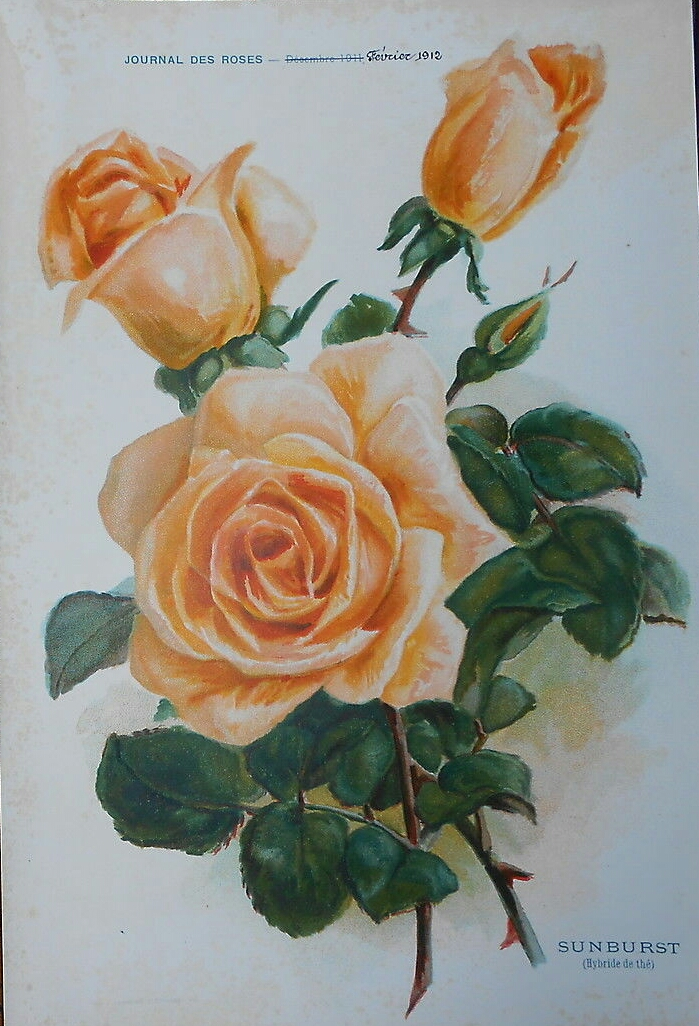
'Sunburst', 1911
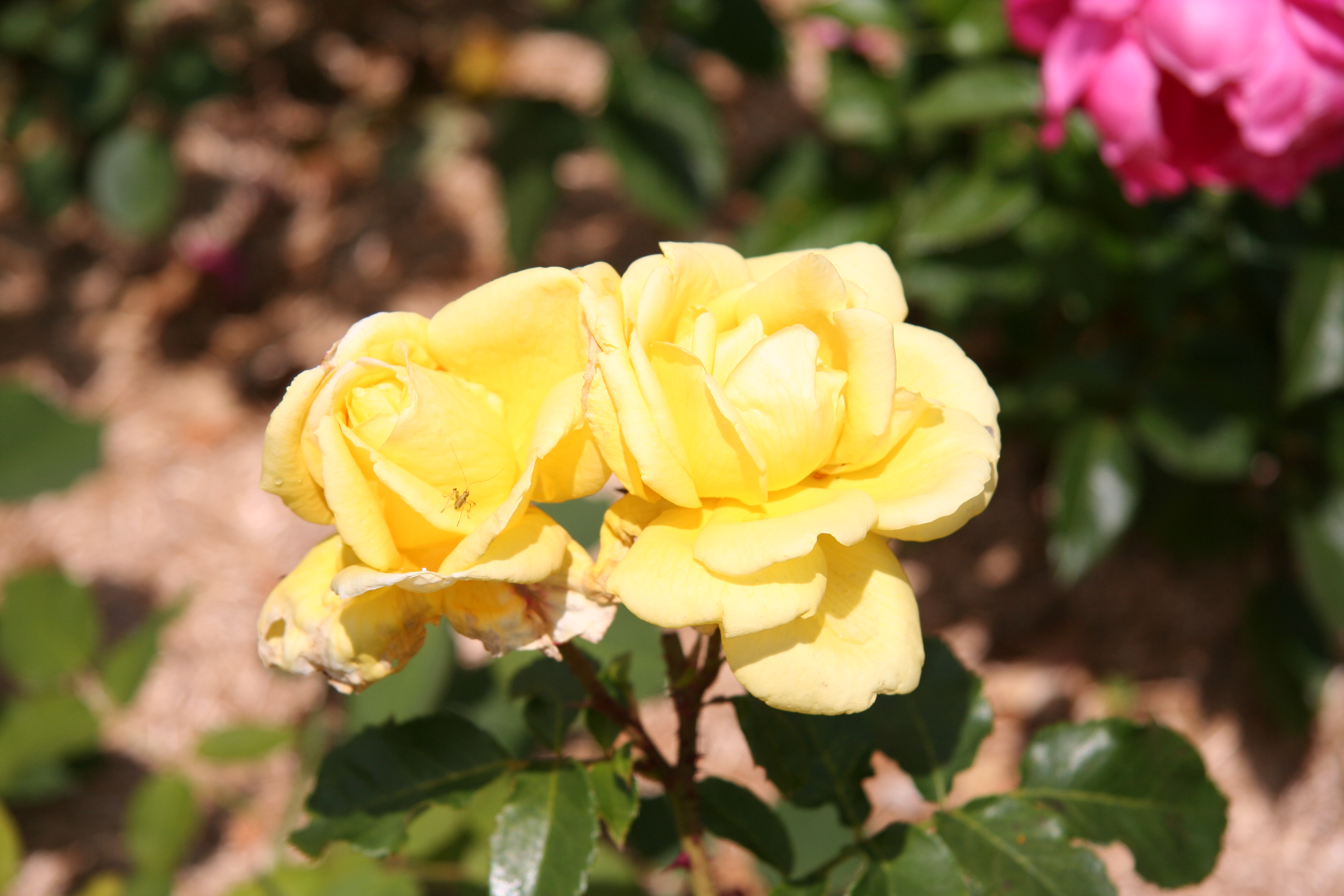
'Souvenir de Claudius Pernet', 1920
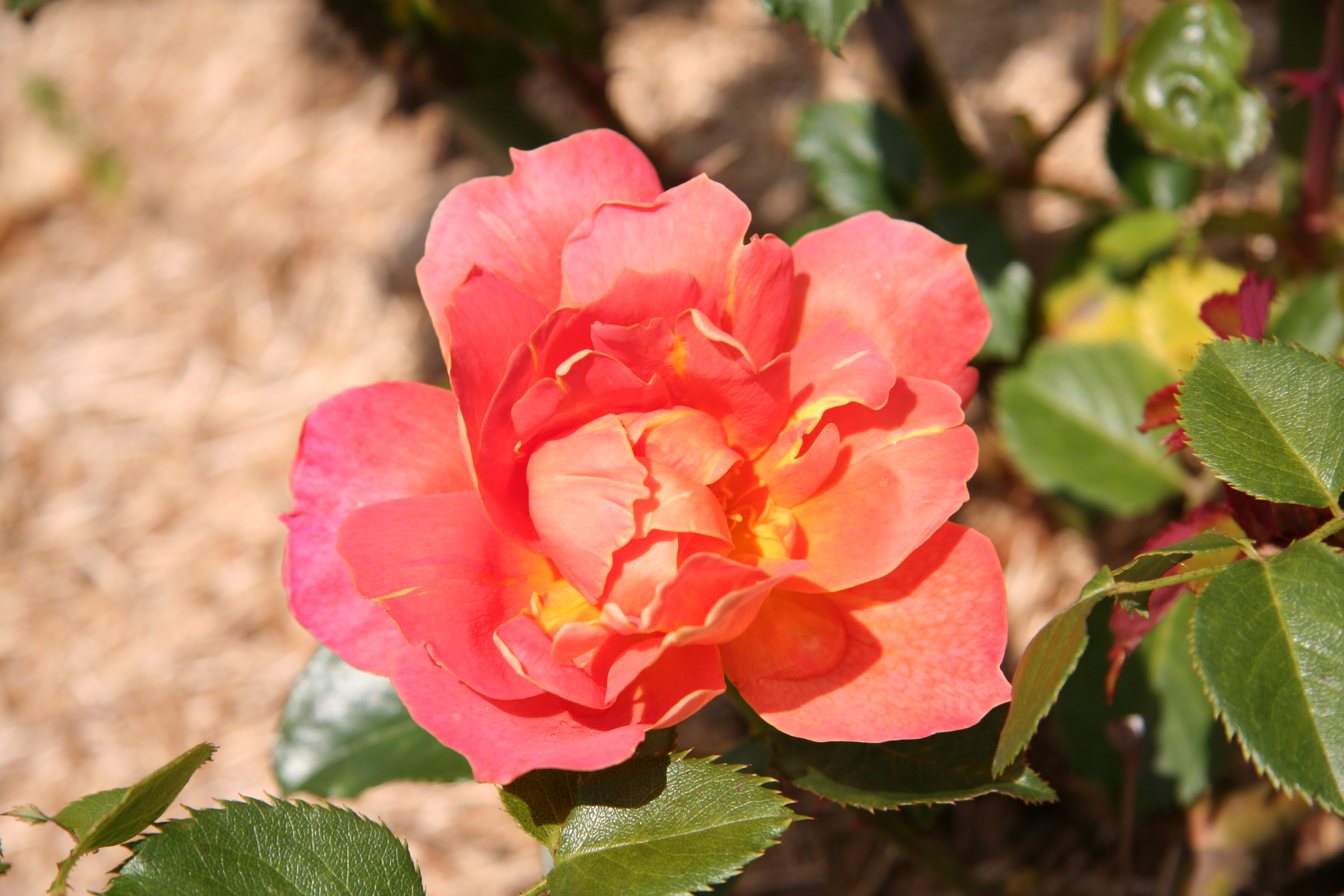
'Angèle Pernet', 1924

## Hommages
Le rosiériste Charles Mallerin lui rend hommage en 1935 en baptisant une rose hybride de thé de sa création du nom de 'Feu Pernet-Ducher' obtenue par croisement de 'Julien Potin' x 'Margaret McGredy'.